# Jessea
Jessea là một chi thực vật có hoa trong họ Cúc (Asteraceae).

## Loài
Chi Jessea gồm các loài: